# Божественный супруг
«Божественный супруг» (нем. Der Göttergatte) — оперетта (опера-буффа) в двух актах композитора Франца Легара. Либретто Виктора Леона и Лео Штайна. Мировая премьера этой работы состоялась 20 января 1904 года в Карл-театре в Вене.
Легар дважды перерабатывал это произведение: в 1913 в оперетту «Идеальная жена», а затем в 1921 — в оперетту «Королева танго».
Оперетта основана на сюжете трагикомедии Клейста «Амфитрион», музыка написана в стиле Жака Оффенбаха.

## Сюжет

### Вступление. На Олимпе
Меандр, директор театра, в поисках многообещающей пьесы посещает музу Талию на Олимпе. Через Талию Меандр получает аудиенцию у Юпитера и открывает ему новую театральную сенсацию — оперетту. Глава богов преисполняется энтузиазма и обещает найти подходящее либретто в кратчайшие сроки.
Юпитер вместе с Меркурием тайно спускается на землю, чтобы найти приключения. Они и должны впоследствии превратиться в оперетту. Юнона, жена Юпитера, незаметно следит за мужем, потому что она знает определённый характер его приключений.
Юпитер посылает Меркурия в виде слуги Сосия в Фивы. Там прекрасная Алкмена ждёт возвращения мужа Амфитриона, царя Фив, с войны в Македонии. Когда Меркурий под видом Сосия объявляет Алкмене о возвращении Амфитриона, Юнона догадывается о намерениях Зевса и принимает обличье Алкмены. Таким образом она хочет изобличить своего мужа в супружеской неверности.

### Акт I. Дворец Амфитриона
Тем временем настоящий Амфитрион отправляет своего настоящего слугу Сосия домой, чтобы объявить о своем возвращении на следующий день. Во дворце начинается неразбериха, когда настоящие и ложные Сосии прибывают друг за другом. Ситуация всё больше запутывается, пока Юнона не отправляет настоящую Алкмену прочь из дворца.
Когда появляется Юпитер под видом Амфитриона, его в семейных покоях встречает Юнона под видом Алкмены. Но почти сразу Юпитер уходит, и тут же появляется настоящий Амфитрион, которого Юнона принимает за вернувшегося Юпитера. В результате настоящий Амфитрион узнает о предполагаемой неверности Алкмены.

### Акт II. Парк за дворцом
Юпитер в обличье Амфитрион возвращается, и все осложнения полностью исчезают. Амфитрион доволен добродетелью своей жены, Юнона смогла скрыть свои происки от Юпитера. Юпитер обещает в будущем отказаться от подобных приключений.

## Действующие лица
- Юпитер (тенор)
- Юнона (сопрано)
- Меркурий (тенор)
- Марс
- Амур
- Талия
- Меандр, директор театра
- Амфитрион, царь Фив
- Алкмена, жена Амфитриона (сопрано)
- Сосий, слуга Амфитриона (тенор)
- Харита, жена Сосия

## Записи
Существует запись постановки оперетты Лотара Ридингера для Венского радио, вышедшая в эфир 15 марта 1945 года. Дирижёр Макс Шенхерр, партии исполнили Лизль Андергаст (Юнона), Франц Борсос (Юпитер), Антон Дермота (Амфитрион), Хенни Херце (Алкмена), Фред Ливер (Сосий) и Лиззи Хольцшу (Харита). Лейбл CPO выпустил эту запись из фондов Немецкого радиоархива в 2012 году.
Увертюра к оперетте вышла в 2003 году в сборнике Lehár: Overtures And Waltzes в исполнении Оркестра Берлинского радио под управлением Михаила Юровского.

## Музыкальные номера
Список номеров взят с диска, выпущенного под лейблом CPO в 2012 году.
1. Увертюра
2. Интродукция: Wir armen, armen Musen
3. Дуэт: Bonjour Mon Ami
4. Дуэттино: Ich harre dein
5. Финал I: Alle sind informiert
6. Мелодрама
7. Антре и серенада: Heute Nacht ist es besonders finster
8. Антре: Heute Nacht wird etwas vor sich gehen
9. Прибытие и дуэт Юпитера: Wer kündet Amphitryon an
10. Терцетт: Du hast mich doch betrogen
11. Песня Купидона: Man hält mich für den größten aller Götter
12. Песня: Wachst Du Liebchen
13. Финал II: Алкмена, любимая
14. Интерлюдия
15. Jeder Mann glaubt seiner Frau
16. Терцетт: Wer ein Trinklied singt
17. Марш Юпитера: теперь в последний раз для нее
18. Эпилог: Cupido du loser Spötter